# Мандис Корнер (Пенсилванија)
Мандис Корнер (енгл. Mundys Corner) насељено је место без административног статуса у америчкој савезној држави Пенсилванија.

## Демографија
По попису из 2010. године број становника је 1.651.
| Група             | 2000.    | 2010.         |
| Белци             | 0 (0,0%) | 1.644 (99,6%) |
| Афроамериканци    | 0 (0,0%) | 0 (0,0%)      |
| Азијати           | 0 (0,0%) | 0 (0,0%)      |
| Хиспаноамериканци | 0 (0,0%) | 0 (0,0%)      |
| Укупно            | 0        | 1.651         |